# Khulna
Khulna (ben. খুলনা, ang. Khulna) – miasto w południowo-zachodnim Bangladeszu, w delcie Gangesu-Brahmaputry, ośrodek administracyjny prowincji Khulna. Około 1,3 mln mieszkańców (2008). Duży ośrodek przemysłu jutowego, ponadto bawełnianego, papierniczego i olejarskiego. Ośrodek handlu jutą i ryżem. Czwarte co do wielkości miasto kraju.